# ديمتريوس (قديس)
القديس ديمتريوس (القرن 3 - 306) (باليونانية: Άγιος Δημήτριος) هو شهيد وقديس مسيحي ولد في مدينة تسالونيك زمن الإمبراطورية الرومانية ويُكنى بديمتريوس العظيم في الشهداء أو ديمتريوس المفيض الطيب. 

## حياته
أول كتابات ظهرت عن القديس ديمتريوس تعود إلى مابين القرنين السابع والتاسع الميلادي، في مجموعة (عجائب القديس ديمتريوس). ووفقاً لها ولد ديمتريوس لأبوين مسيحيين في مدينة تسالونيك زمن الإمبراطورية الرومانية عام 270 م ، كان والده قائداً عسكرياً، أنشأ ابنه على ضبط النفس والجهاد والأمانة.
وفقاً لكتاب سير القديسين (السنكسار)، عندما كان الإمبراطور مكسيميانوس عائداً من حروبه ضد البرابرة السيكيثيين، عبر بمدينة تسالونيك فوجد ديمتريوس، فأقامه حاكماً عليها، وعينه قنصلاً على بلاد اليونان، واستشهد طعناً بالحراب زمن اضطهاد غاليريوس للمسيحيين، ويظهر ذلك في فسيفساء من القرن السابع الميلادي.